# Valle de Imperial
El Área metropolitana de El Centro, conocida como Valle Imperial, Valle de Imperial de Imperial Valley y oficialmente como Área Estadística Metropolitana de El Centro por la Oficina de Administración y Presupuesto, es un Área Estadística Metropolitana centrada en la ciudad de El Centro en el estado estadounidense de California. El área metropolitana tenía una población en el Censo de 2010 de 174.528 habitantes, convirtiéndola en la 231.º área metropolitana más poblada de los Estados Unidos. El área metropolitana de Riverside-San Bernardino-Ontario comprende los condados de San Bernardino y Riverside y la ciudad más poblada es Riverside. El Valle Imperial se encuentra ubicado en la Frontera de California con México, específicamente en el suroriente del Sur de California, alrededor de El Centro. Localmente, los términos "Valle Imperial" y "Condado de Imperial" son usados como sinónimos. El valle limita al este con el Río Colorado y, en parte, con la Salton Sea al oeste. Más al oeste colinda con el Condado de San Diego y el Condado de Imperial. Al norte está Inland Empire, Valle Coachella, en la cual juntos, conforman la "Cuenca Cahuilla" o "Salton Trough", también la línea del Condado de Imperial y el Condado de Riverside, y al sur con la frontera internacional entre el California y Baja California, México. 

## Demografía
Según el censo de 2010, había 174.528 personas residiendo en el área metropolitana. La densidad de población era de 2.181,6 hab./km². De los 174.528 habitantes del área metropolitana, 102.553 eran blancos, 5.773 eran afroamericano, 3.059 eran amerindios, 2.843 eran asiático, 165 eran isleños del Pacífico, 52.413 eran de otras razas y 7.722 pertenecían a dos o más razas. Del total de la población 140.271 eran hispanos o latinos de cualquier raza.

### Ciudades del Valle Imperial

#### Ciudades con más de 10,000 personas
- El Centro (Sede de condado)
- Calexico
- Brawley

#### Ciudades con menos de 10,000 personas
- Imperial
- Calipatria
- Holtville
- Westmorland

#### Pueblos con más de 1,000 personas

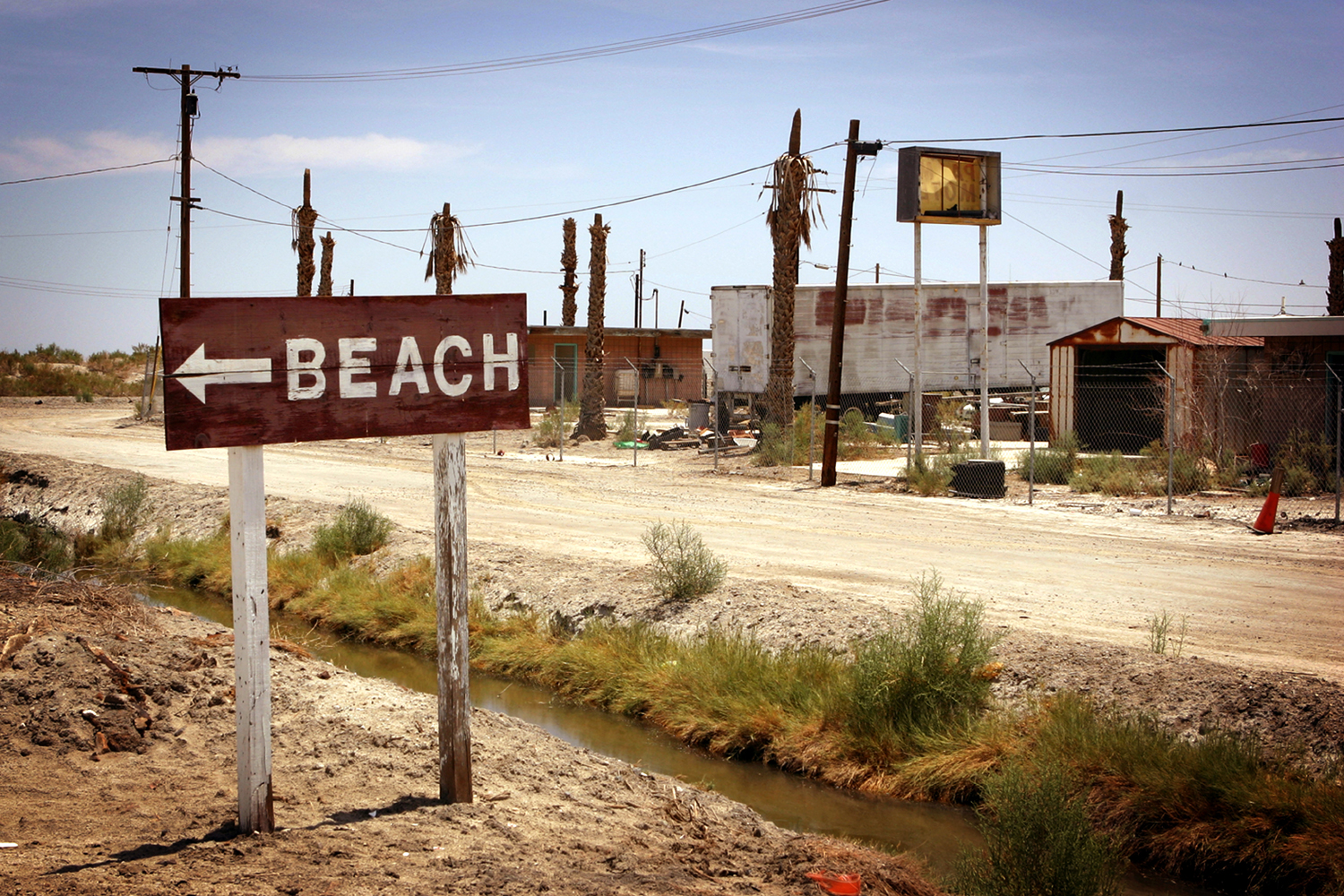
Salton City

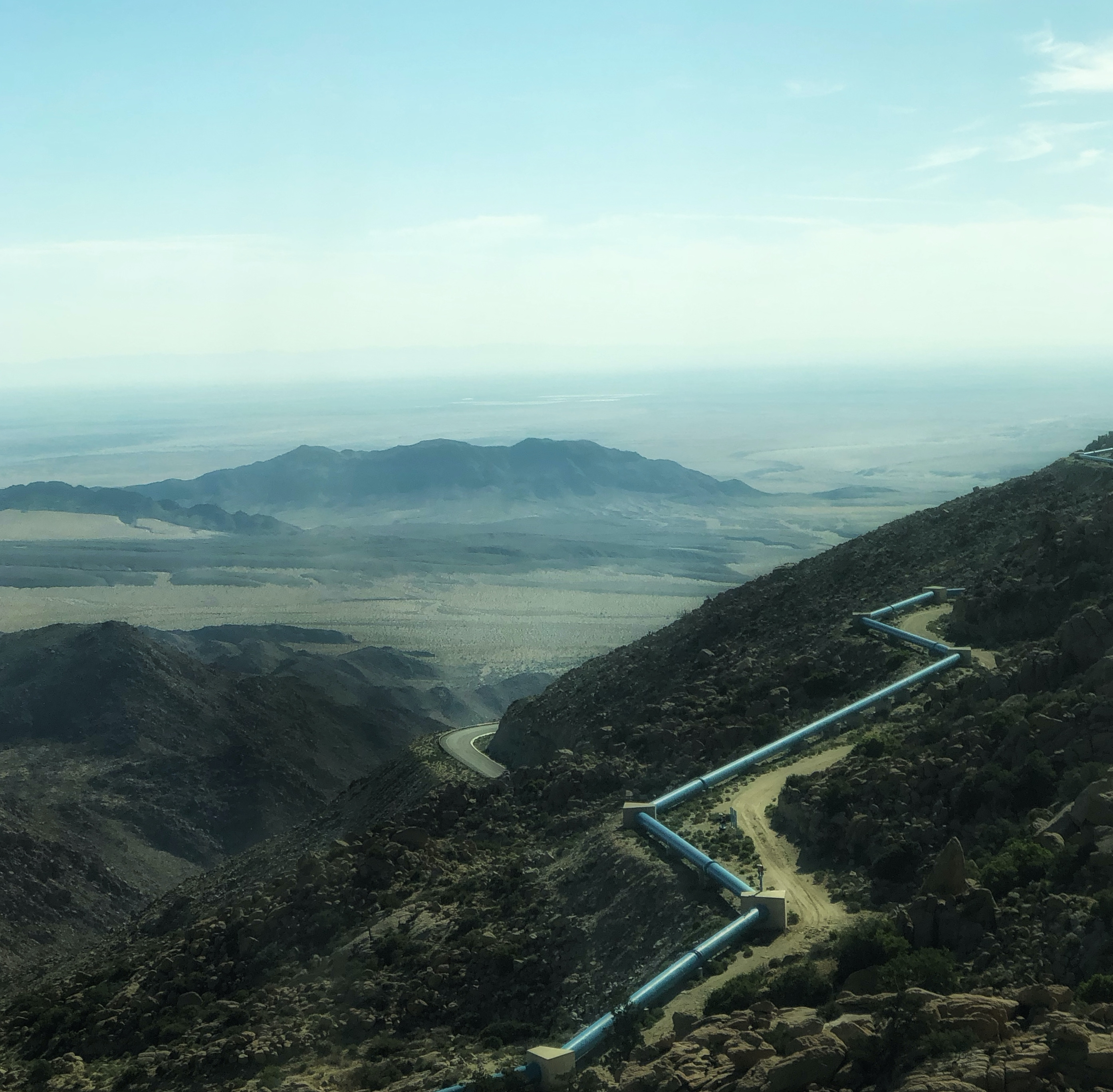
El Valle Imperial desde la carretera que conecta Tijuana a Mexicali.

- Heber
- Seeley
- Niland

#### Pueblos con menos de 1,000 personas
- Salton City
- Desert Shores
- Winterhaven
- Salton Sea Beach
- Bombay Beach
- Ocotillo
- Palo Verde

## Cultura
Debido a su ambiente desértico, varias películas de Los Ángeles han sido filmadas en las dunas de arena del valle. Entre ellas se encuentran: 
- Return of the Jedi
- Independence Day
- Stargate
- The Scorpion King
- Into the Wild

Además, también se filmaron partes de las películas de 2005 Jarhead debido al cercano parecido con los desiertos de Irak. Las montañas que aparecieron en la película fueron digitalmente borradas. Archivado el 12 de diciembre de 2005 en Wayback Machine.